# غابرييلا أمبروسيو
غابرييلا أمبروسيو (بالإيطالية: Gabriella Ambrosio)‏ هي كاتِبة وصحفية إيطالية، ولدت في 1 نوفمبر 1954 في إيطاليا.